# Modern Electrics
Modern Electrics – pierwszy w świecie miesięcznik poświęcony elektronice i krótkofalarstwu, wydawany w USA w latach 1908–1913 przez Hugo Gernsbacka.
Początkowo pismo miało na celu dostarczenie informacji wysyłkowych krótkofalowców i promowanie amatorskiego hobby. Nakład tego czasopisma szybko się powiększał, od 2000 w 1908 roku do 52000 w roku 1911.
W roku 1908 na łamach pisma ukazał się „wireless registry” – wykaz właścicieli radiostacji, ich znaków wywoławczych oraz wyposażenia, które posiadali i obsługiwali. Był to pierwowzór późniejszych callbooków. 
Czasopismo zostało sprzedane w roku 1913, a w grudniu tego samego roku przerwano jego wydawanie. W wyniku połączenia z Electrician and Mechanic powstał magazyn Modern Electrics and Mechanics.